# Gåsbosjön
Gåsbosjön är en sjö i Avesta kommun i Dalarna och ingår i Dalälvens huvudavrinningsområde. Sjön har en area på 0,149 kvadratkilometer och ligger 60,6 meter över havet. Sjön avvattnas av vattendraget Herängsån.

## Delavrinningsområde
Gåsbosjön ingår i det delavrinningsområde (667876-154095) som SMHI kallar för Utloppet av Gåsbosjön. Medelhöjden är 72 meter över havet och ytan är 1,35 kvadratkilometer. Räknas de 3 avrinningsområdena uppströms in blir den ackumulerade arean 23,99 kvadratkilometer. Herängsån som avvattnar avrinningsområdet har biflödesordning 2, vilket innebär att vattnet flödar genom totalt 2 vattendrag innan det når havet efter 99 kilometer. Avrinningsområdet består mestadels av skog (27 procent) och jordbruk (52 procent). Avrinningsområdet har 0,12 kvadratkilometer vattenytor vilket ger det en sjöprocent på 8,6 procent.